# Pentti Arajärvi
Pentti Ilkka Olavi Arajärvi (2 de junho de 1948) é um advogado finlandês. Ele é o marido de Tarja Halonen, que era a presidente da Finlândia entre 2000 e 2012. Durante esse tempo, ele manteve o título não oficial de primeiro cavalheiro da Finlândia. Arajärvi foi eleito para o Conselho Municipal de Helsínquia nas eleições municipais de 2012. Ele é um membro não-ativo de uma tropa de escoteiros finlandesa, a Helsingin Kotkat.

## Honras

### Distinções no exterior
Bélgica : Grã-Cruz da Ordem da Coroa (Abril de 2004)
Estónia : 1ª Classe da Ordem da Cruz de Terra Mariana & Ordem da Estrela Branca
Islândia : Grã-Cruz da Ordem da Falcon (19 Setembro 2000)
Suécia : Membro da Ordem da Estrela Polar (Nota: Ele não é um cavaleiro)
Letónia : Comandante Grã-Cruz da Ordem de Três Estrelas
Luxemburgo : Grã-Cruz da Ordem de Adolphe de Nassau (novembro de 2008)